# Savoie (bateau à vapeur)
Pour les articles homonymes, voir Savoie (homonymie).
Le Savoie est un bateau de la Compagnie générale de navigation sur le lac Léman (CGN). C'est un bateau à vapeur et à roues à aubes, classé monument historique.

## Historique

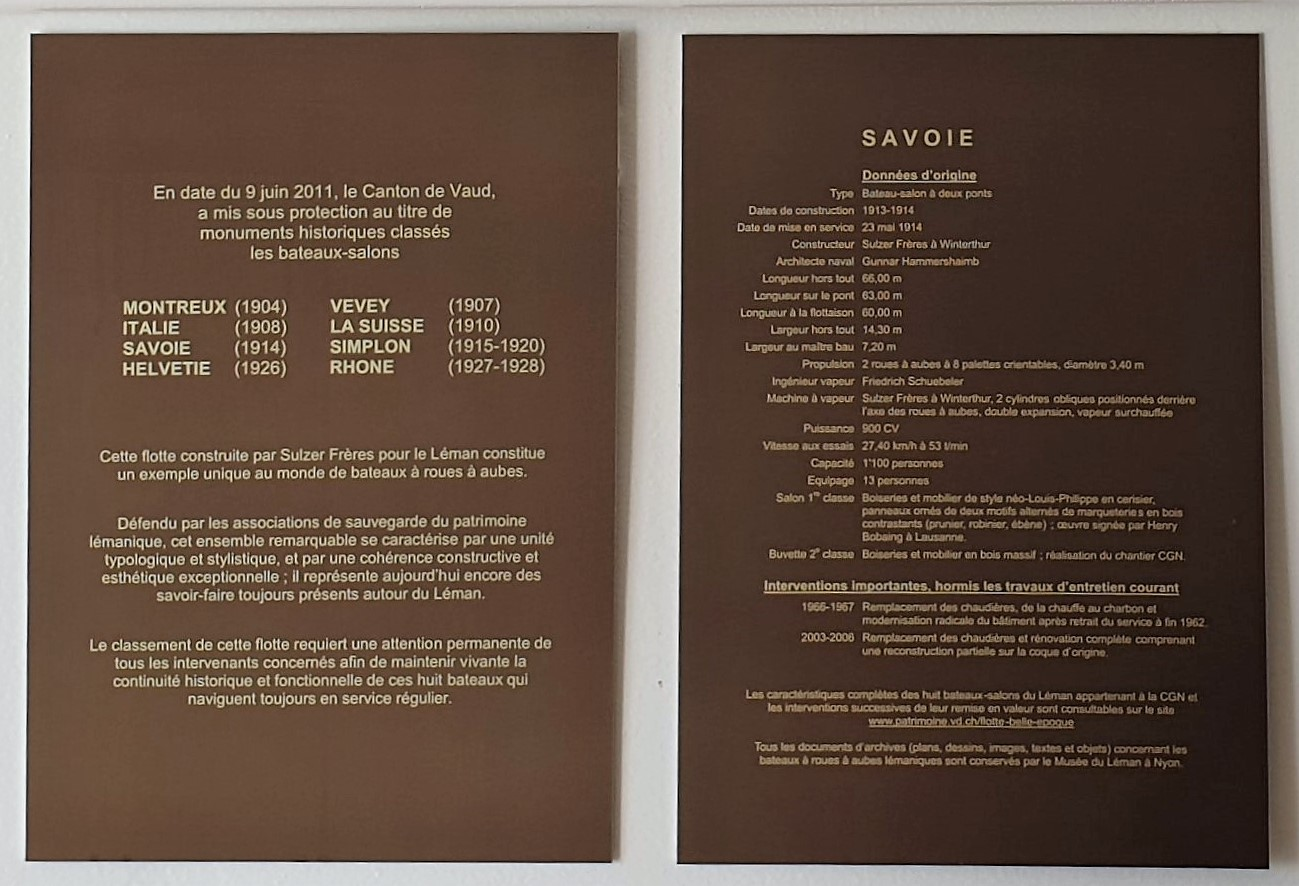
Plaque de mise sous protection des monuments historiques des bateaux salons de la CGN en 2011 (6 juin 2011)

Le Savoie a été construit en 1914 par Sulzer Frères à Winterthour (Suisse) pour la CGN. Il a pour jumeau le Valais construit en 1913. Rénovations : tubes de chaudières en 1924, toit métallique et vitrage du pont supérieur en 1928, salon de 1re rafraîchi en 1950.
Transformations de 1966-1967 : nouvelles chaudières au mazout (construites par Wehrle-Werk, Emmendingen), destruction des fumoirs du pont supérieur et d'une partie du salon de 1re classe, remplacement de la timonerie, commande électro-hydraulique du gouvernail, modernisation de la cheminée et des mâts, nouvelle installation électrique à 220 volts (remplaçant le 65 volts continu), révision de la coque.
Le Savoie est entièrement rénovée entre 2004 et 2006, pour un budget de 10,2 millions de CHF. La chaudière est à nouveau remplacée.
Il navigue aujourd'hui sur le Léman et assure la liaison entre Genève et Yvoire (Haute-Savoie).
En 2011, il est classé monument historique par le canton de Vaud. Il est également inscrit, tout comme La Suisse, le Rhône et le Simplon, comme bien culturel suisse d'importance nationale.

## Galerie

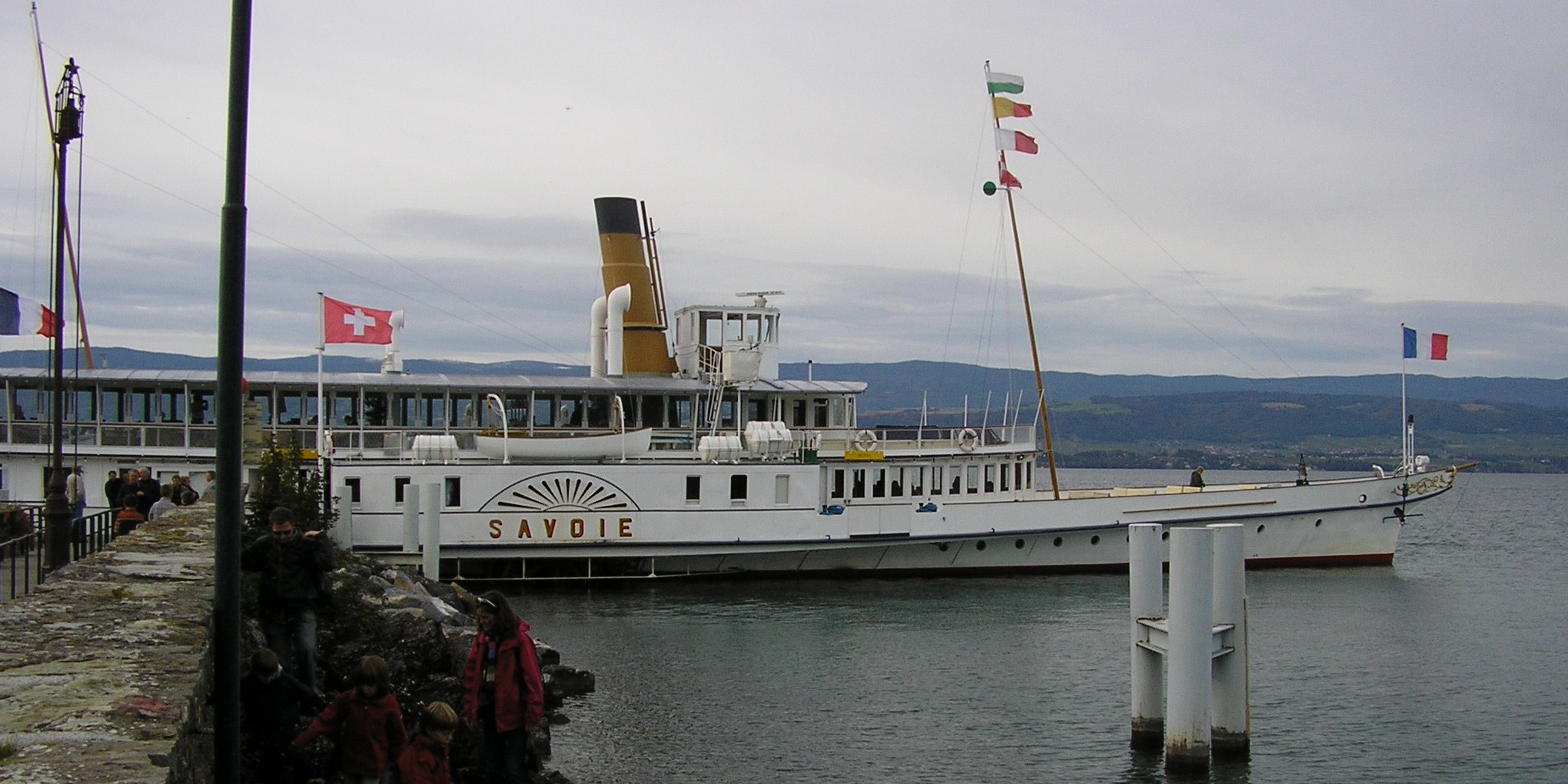
À Yvoire, octobre 2008.
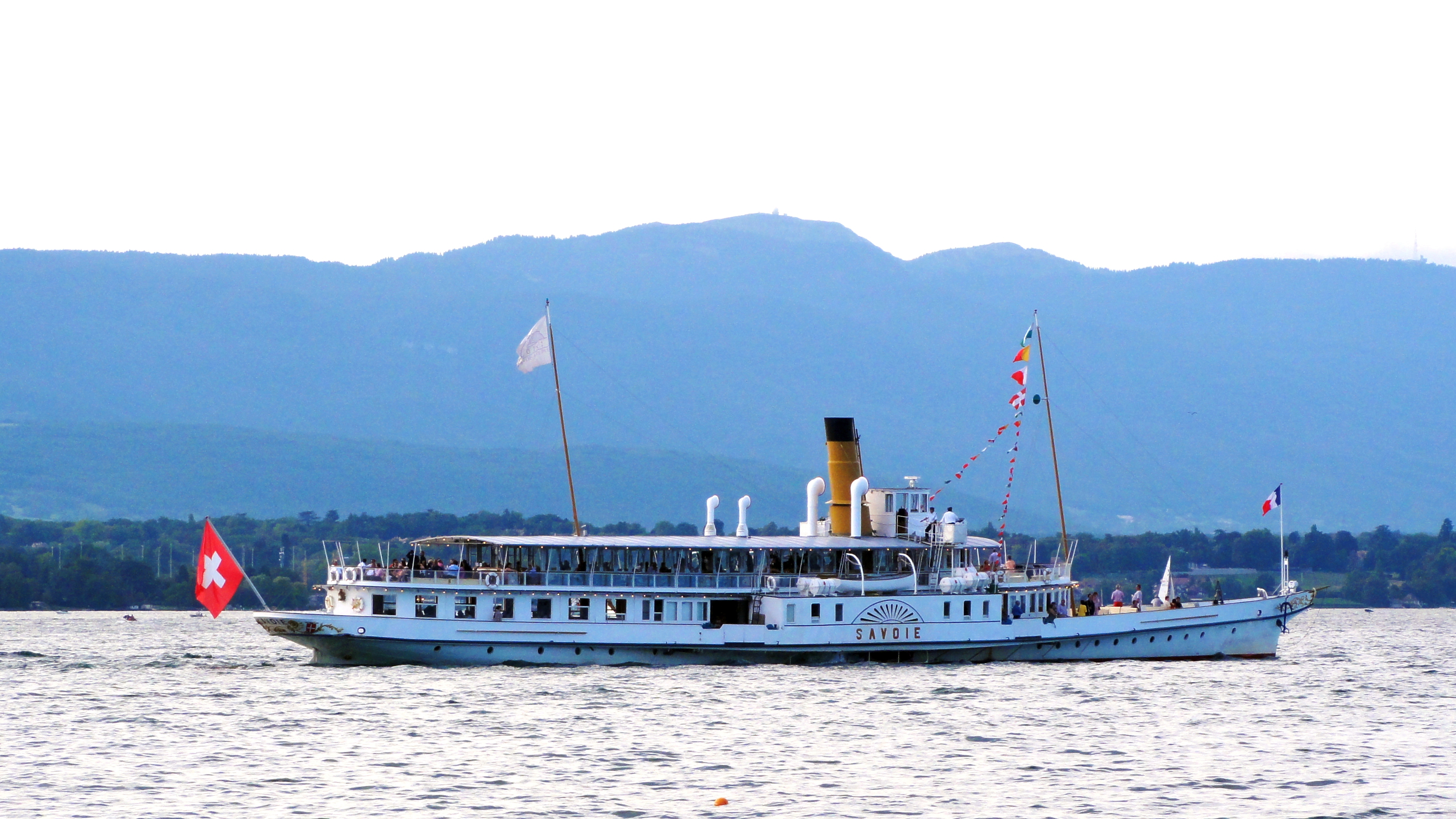
La Savoie, bateau Belle Époque sur le lac Léman à Genève.
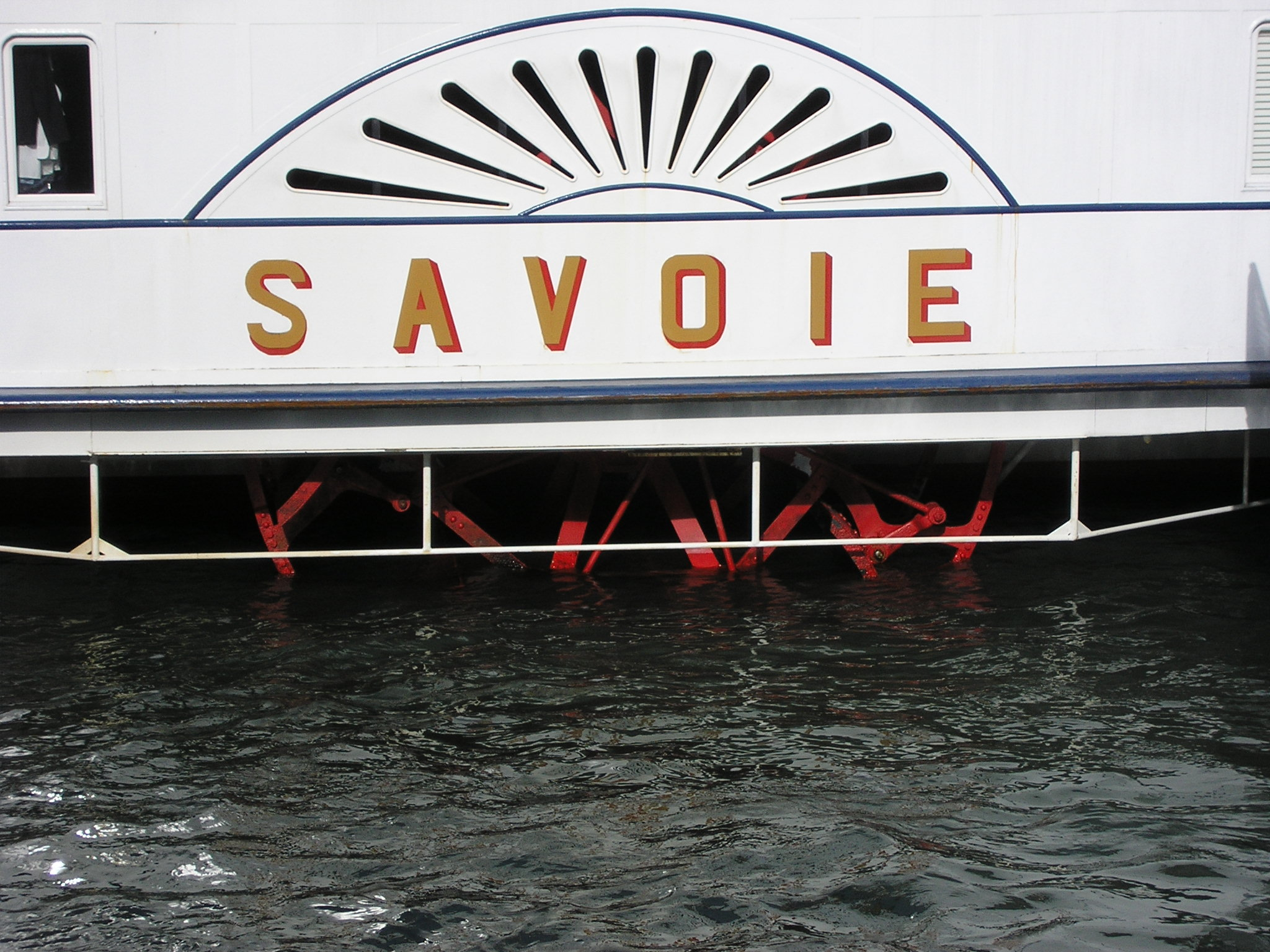
Une roue à aubes.
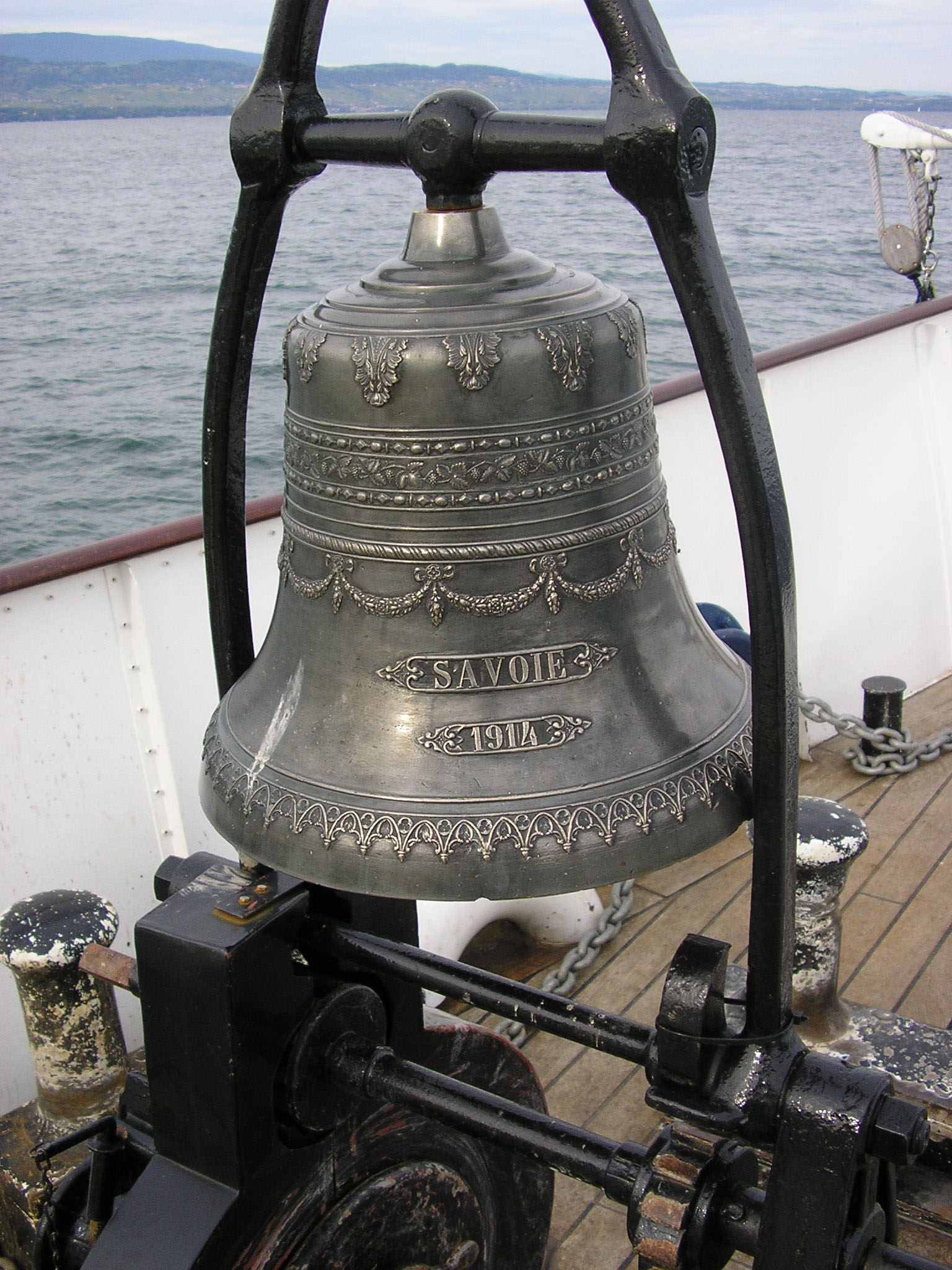
La cloche.
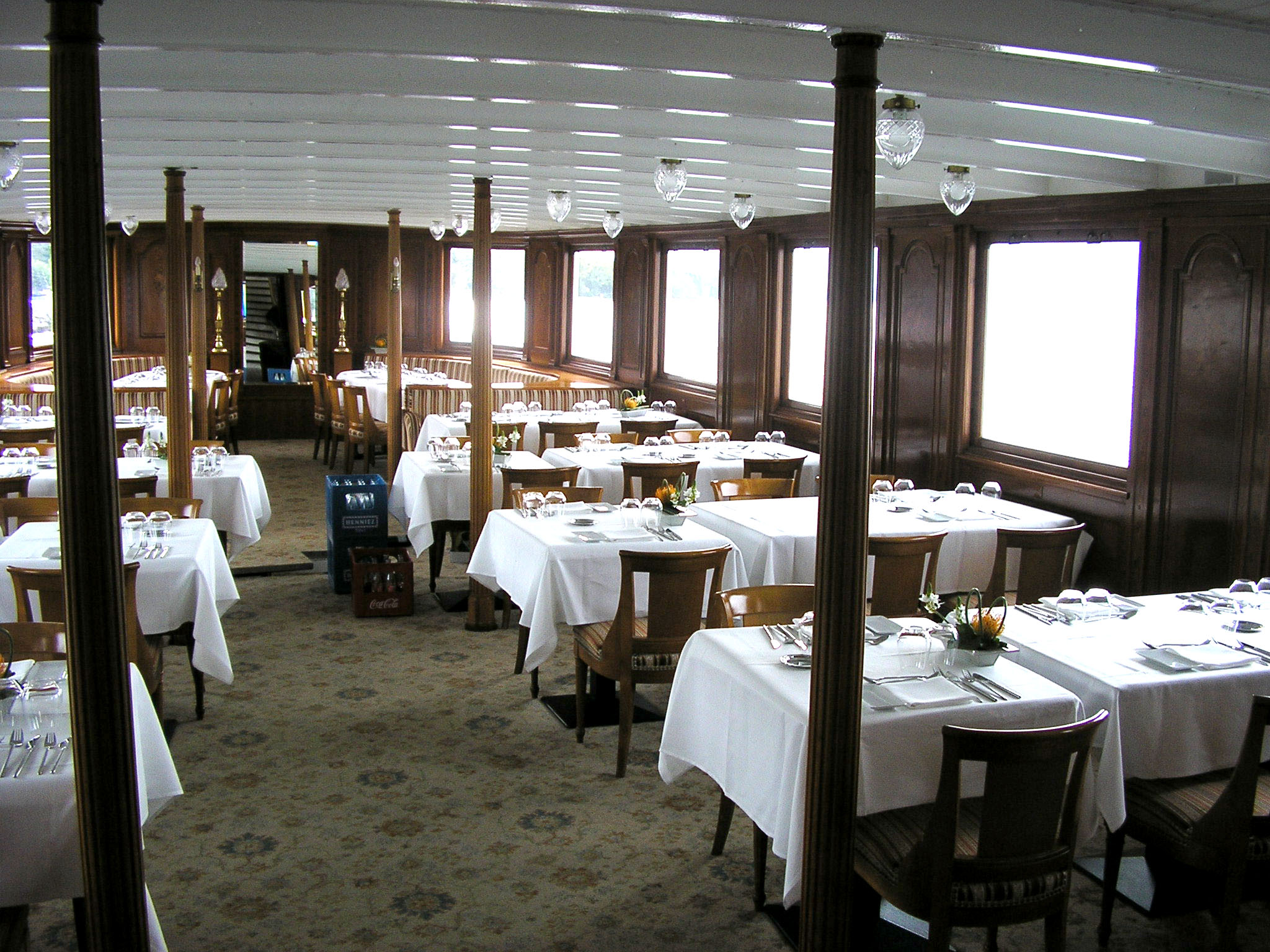
Le restaurant.
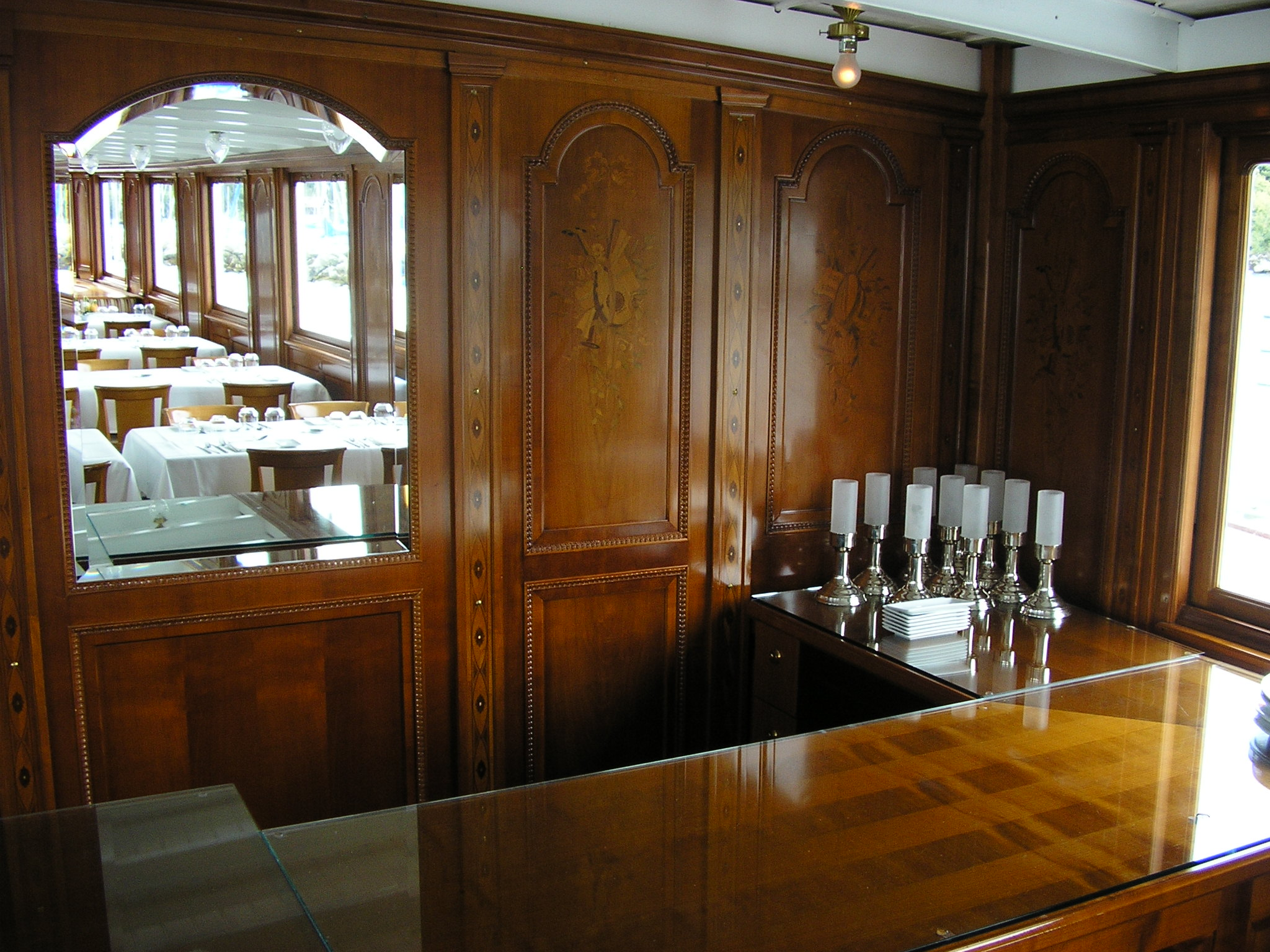
Le bar.
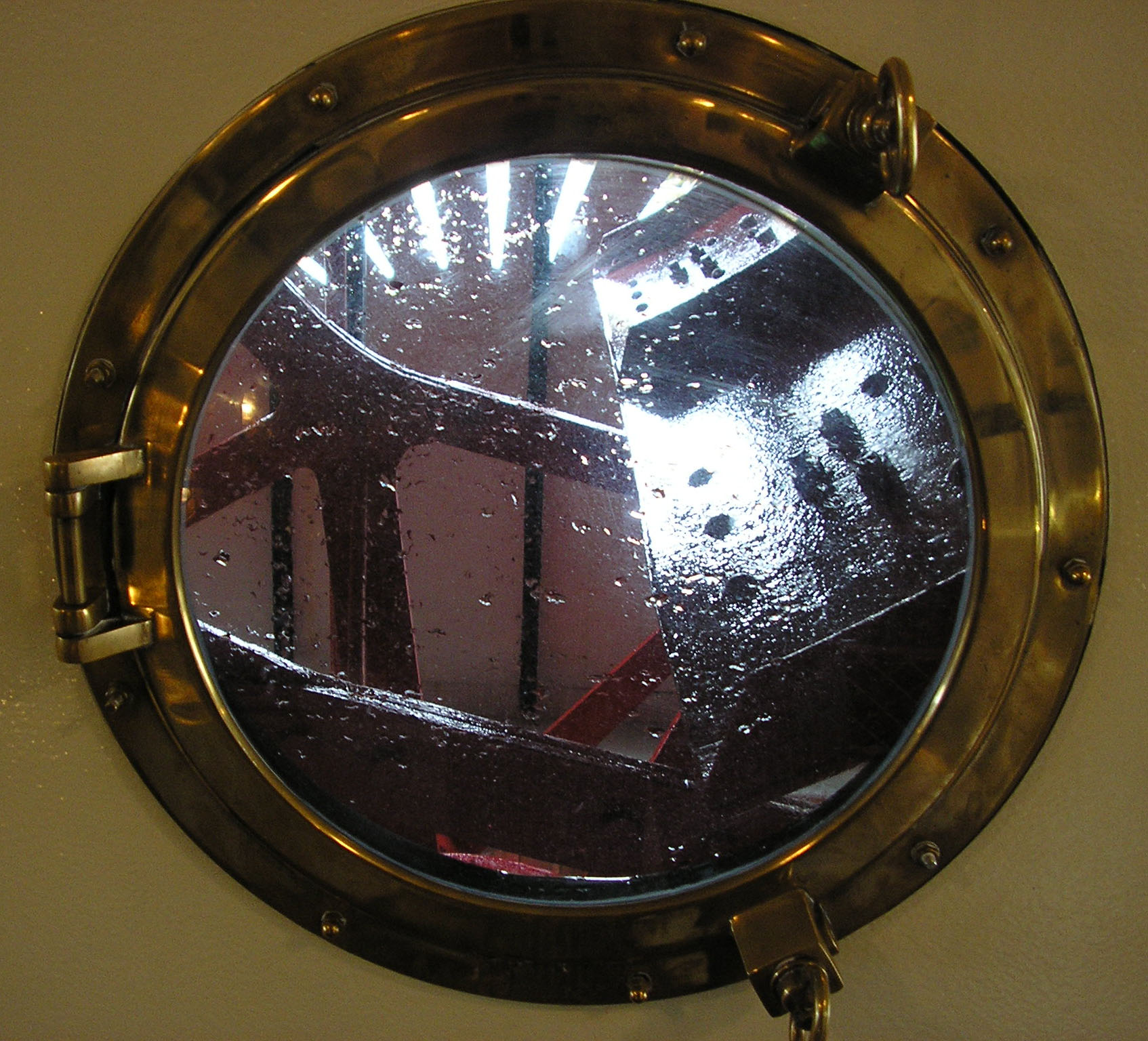
Hublot donnant sur une roue ;
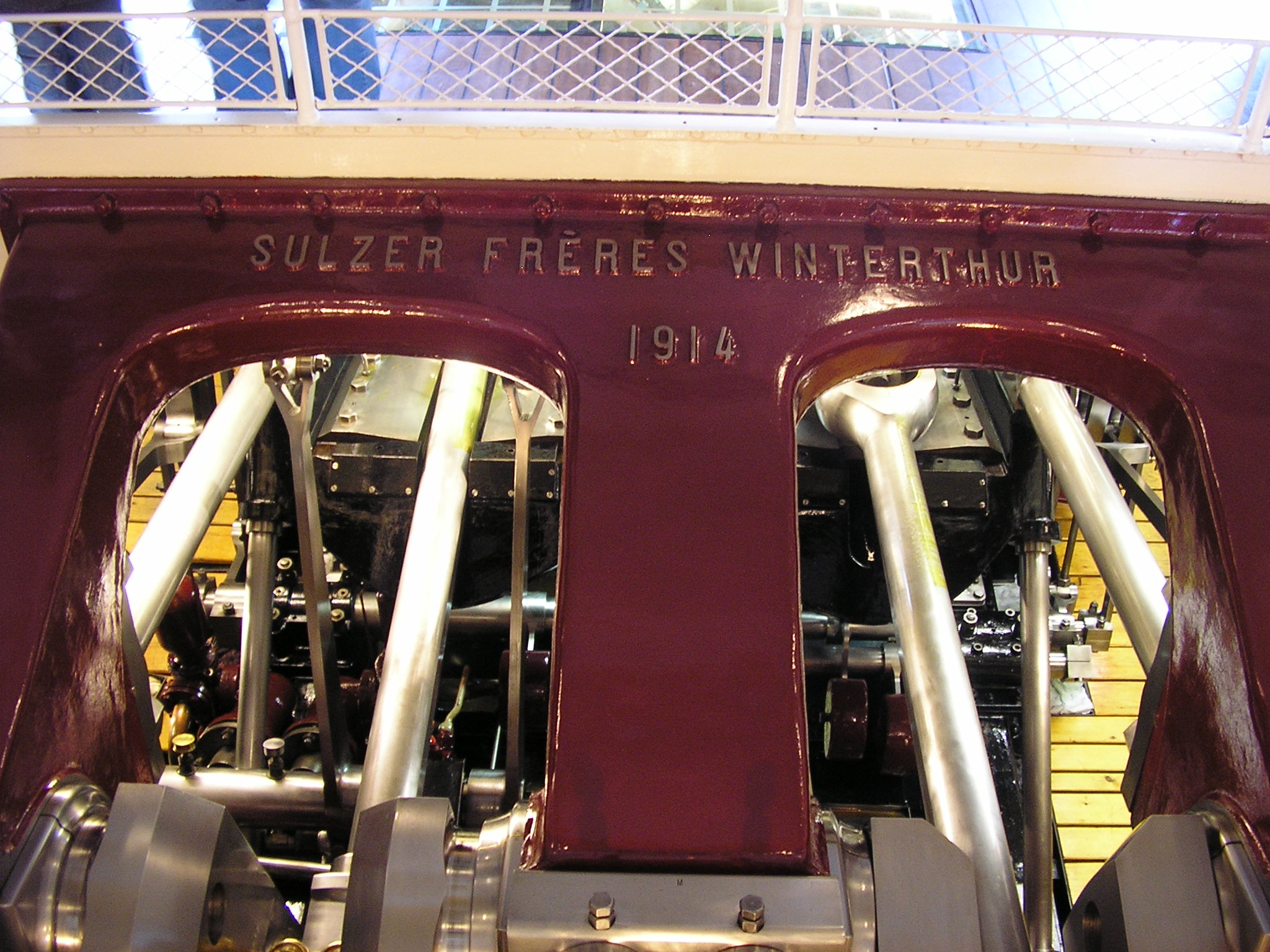
Les machines.
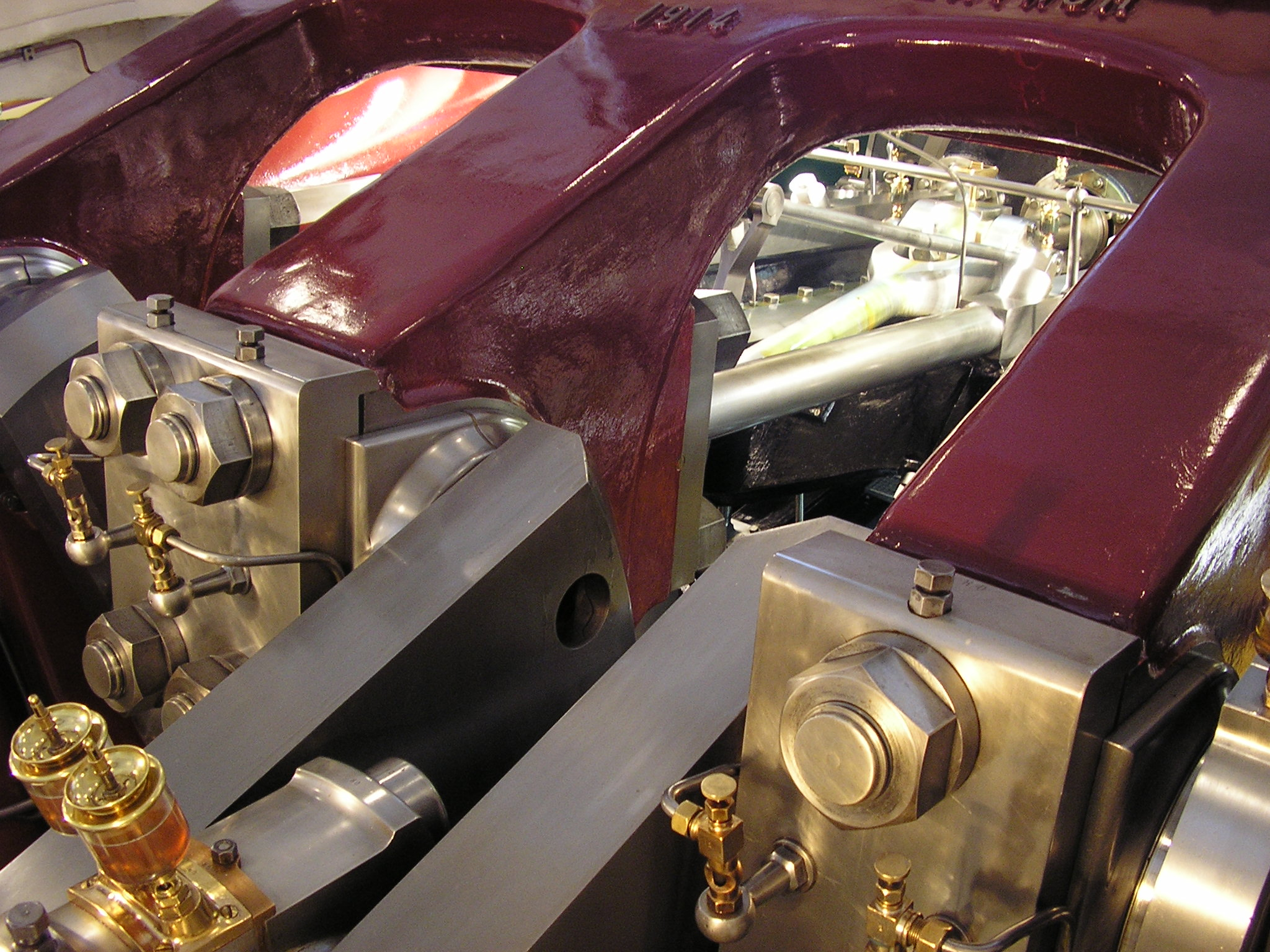
Les machines.
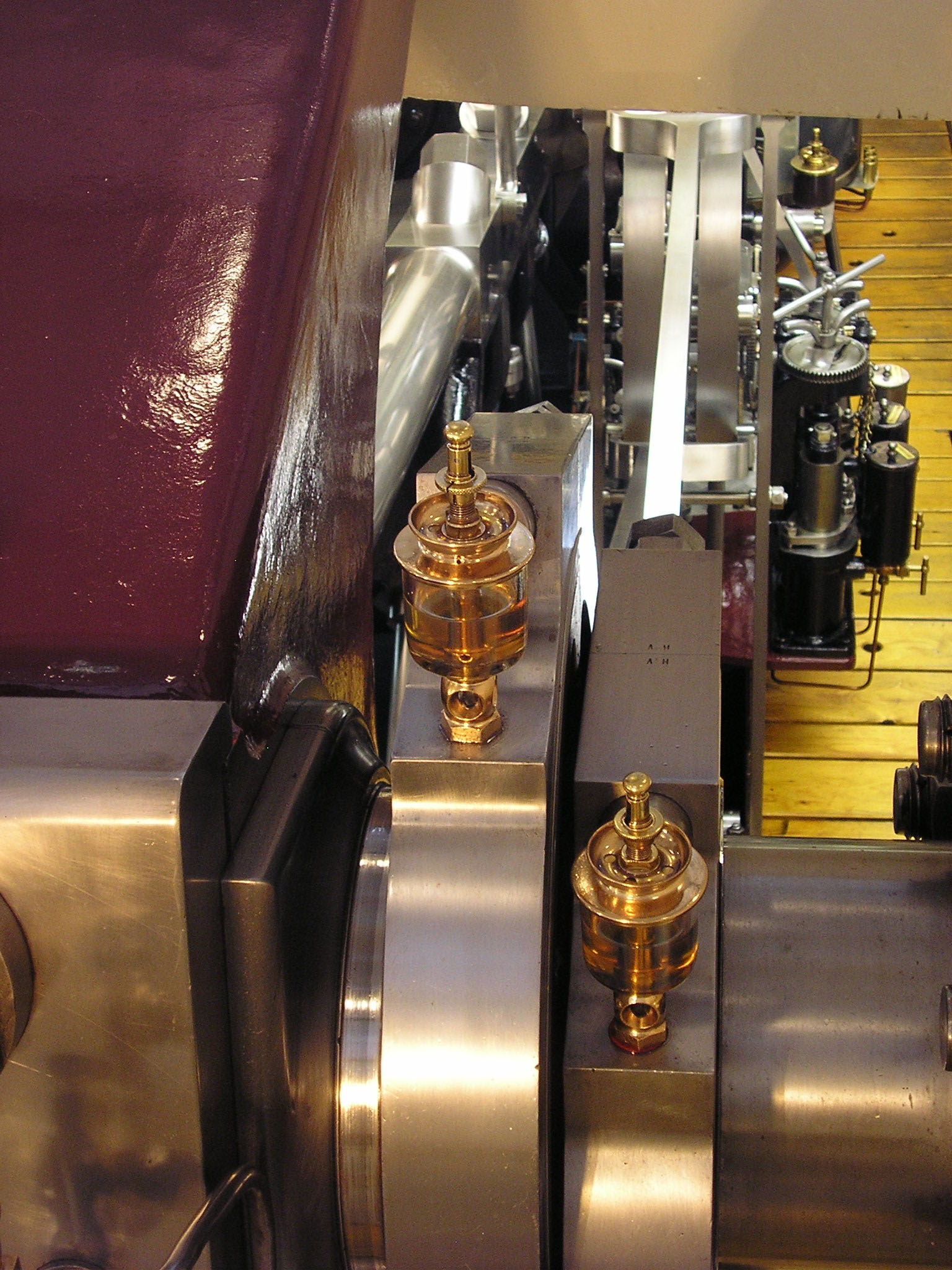
Les machines.
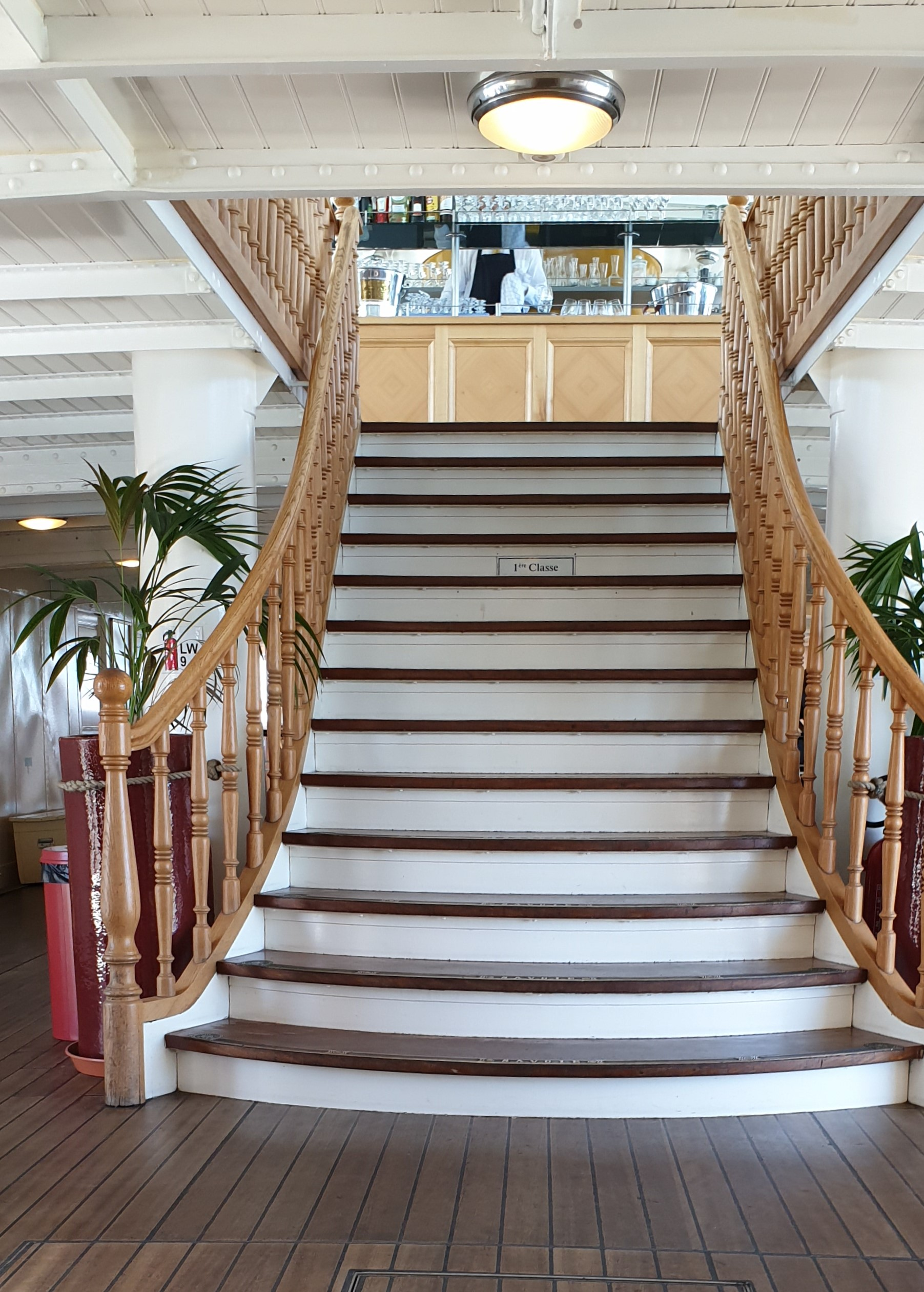
Escalier intérieur